# Tramvajová doprava v Samaře
Tramvajová doprava je v Samaře zastoupena místní tramvajovou sítí, která se řadí k těm větším; srovnatelná je například s brněnskou sítí. Spolu s metrem, trolejbusy a městskými autobusy tvoří místní městskou hromadnou dopravu. Rozchod kolejí činí 1524 mm, kolejnice jsou vesměs žlábkové, výhybky s jednojazykovou výměnou, stavěné převážně ručně.

## Historie

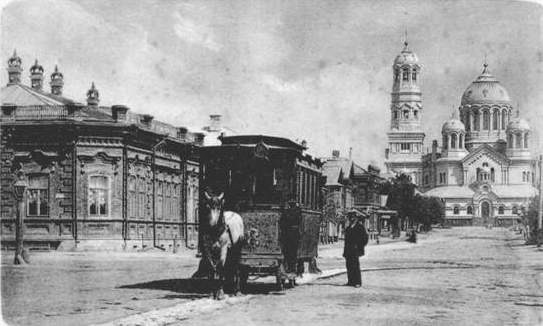
Koňka na začátku minulého století

Tramvajová doprava v Samaře existovala již před rokem 1915, kdy elektrické vozy nahradily koňku. V období mezi světovými válkami dopravu zajišťovaly vozy belgické a sovětské výroby, a to jak sólově, tak i v soupravách dvou či tří vozů (například jako v Drážďanech dnes). Též existovaly i linky nákladní tramvajové dopravy. Spolu s rozvojem panelových sídlišť byly budovány nové tramvajové tratě. V 50. a 60. letech byly dodávány československé tramvaje nejprve typů Tatra T2 (43 ks v třídveřovém provedení; prostřední dveře však byly postupně rušeny přímo v místních dílnách), později Tatra T3 a kloubové vozy Tatra K2. První uvedený typ byl vzhledem k nedostatku náhradních dílů vyřazován již na počátku 70. let, druhý koncem 70. let 20. století, tramvaje T3 jezdí dodnes.
V souvislosti s budováním metra byl v 80. letech zrušen s ním souběžný úsek z třídy Pobědy na Gagarinskou třídu. Následně vznikl úsek s metrem paralelně vedoucí, avšak v určitém odstupu od něj (na třídě Antonova - Ovsejenko, Garažnaja a Vrubelja). V dnešní době však má většina stanic metra umožněný přestup na tramvajovou dopravu; u povrchových vestibulů vznikly významné uzly tramvají.

## Vozový park

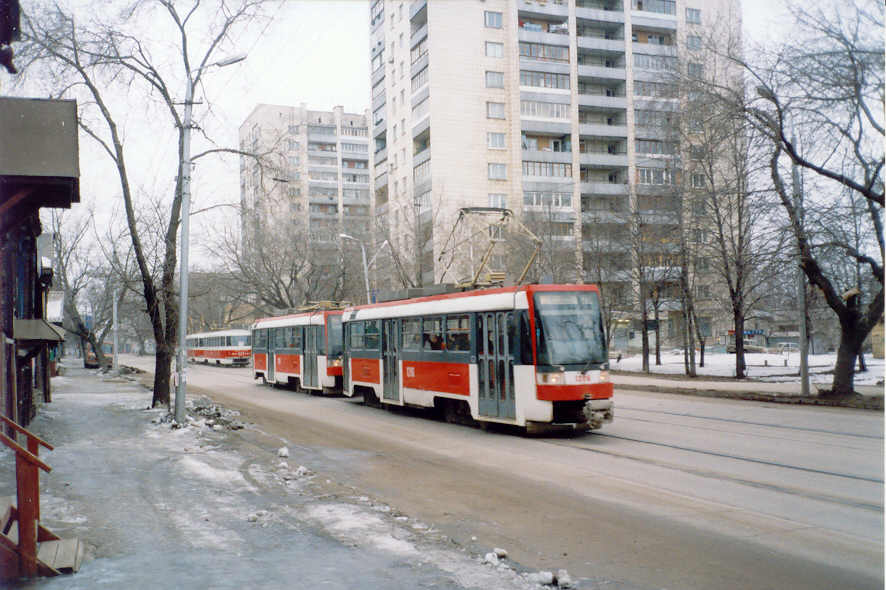
Souprava dvou tramvají typu Tatra T3RF na samarském sídlišti

V roce 2006 jezdilo na 27 linkách celkem 379 tramvajových vozů, zpřahovaných často též do dvouvozových souprav. Nátěr městský je většinou červenobílý, nebo červenožlutý; mnoho tramvají je též reklamních. Jednotlivé typy jsou zastoupeny takto:
- Tatra T3 (od roku 1963; v dvoudveřovém - starší a třídveřovém - novější provedení)
- Tatra T6B5 (od roku 1988)
- Tatra T3RF (od roku 1999)
- Spektr-1 (od roku 2001)

Všechny tyto tramvaje jsou deponovány v celkem třech vozovnách:

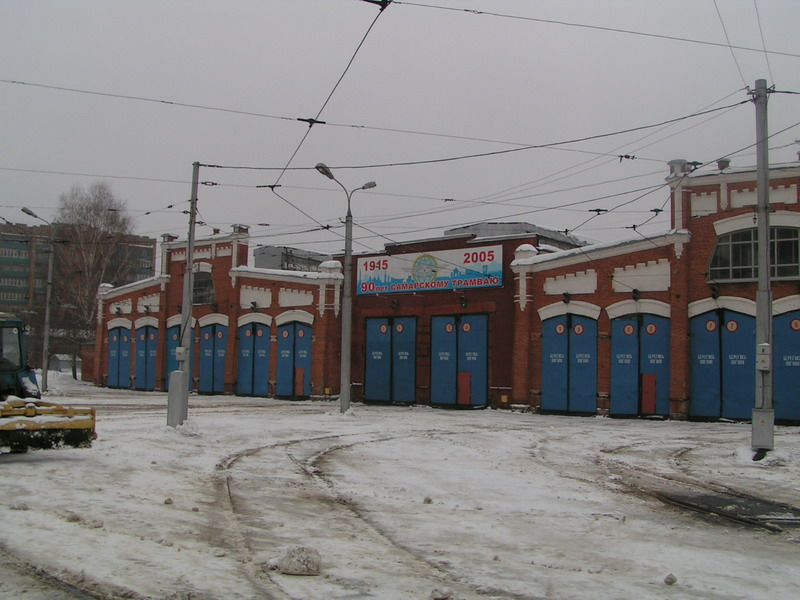
Vozovna Gorodskoje v roce 2005

- Vozovna Gorodskoje (od roku 1915)
- Vozovna Kirovskoje (od roku 1944)
- Vozovna Severnoje (od roku 1970)

## Cestování
Vzhledem k špatnému stavu tramvajových tratí je cestovní rychlost relativně nízká; výjimkou jsou úseky rychlodrážního charakteru na okraji města, kde se jezdí až okolo 60 a 70 km/h. V posledních dobách se tratě rekonstruují; takže se zvyšuje kultura cestování a snižuje se hlučnost.
Vozy jsou vybaveny průvodčími; ty prodávají jízdenky různých druhů. Děti a důchodci cestují zdarma.